# دوبنو (ناحیه پریبرام)
دوبنو (به چکی: Dubno) یک منطقهٔ مسکونی در جمهوری چک است که در ناحیه پریبرام واقع شده‌است.